# 五號鎮區 (內布拉斯加州華盛頓縣)
五號鎮區（英語：Township 5）是位於美國內布拉斯加州華盛頓縣的一個行政鎮區。

## 地方資料
五號鎮區的面積為300.94平方千米，當中陸地面積為298.46平方千米，而水域面積為2.48平方千米。根據2020年美國人口普查的數據，當地共有人口1161人，而人口密度為每平方千米3.86人。